# شين برينار
شين برينار (بالإنجليزية: Shane Brennan)‏ منتج تلفزيوني وكاتب أسترالي، وُلد في 1957 ببنديجو بأستراليا، عُرف بسبب دوره المنتج التنفيذي في مسلسل ان سي أي اس ،وإخراجه لمسلسل ان سي أي اس : لوس أنجلوس

## روابط خارجية
- شين برينار على موقع IMDb (الإنجليزية)
- شين برينار على موقع قاعدة بيانات الفيلم (الإنجليزية)